# 哈根斯維爾 (密歇根州)
哈根斯維爾（英語：Hagensville）是位於美國密歇根州普雷斯克艾爾縣貝爾納普鎮區的一個非建制地區。

## 地理
哈根斯維爾所處的海拔為高於海平面238米（即781英呎），而該地所採用的時區為UTC-5，即北美东部時區（EST）。同時該地設有夏令時間，為UTC-5調快一小時，即UTC-4（EDT）。